# 체레토라치알레
체레토라치알레(이탈리아어: Cerreto Laziale)는 이탈리아 라치오주 로마현에 위치한 코무네다. 로마로부터 동쪽 40km 거리에 있다.